# بريد المنطاد

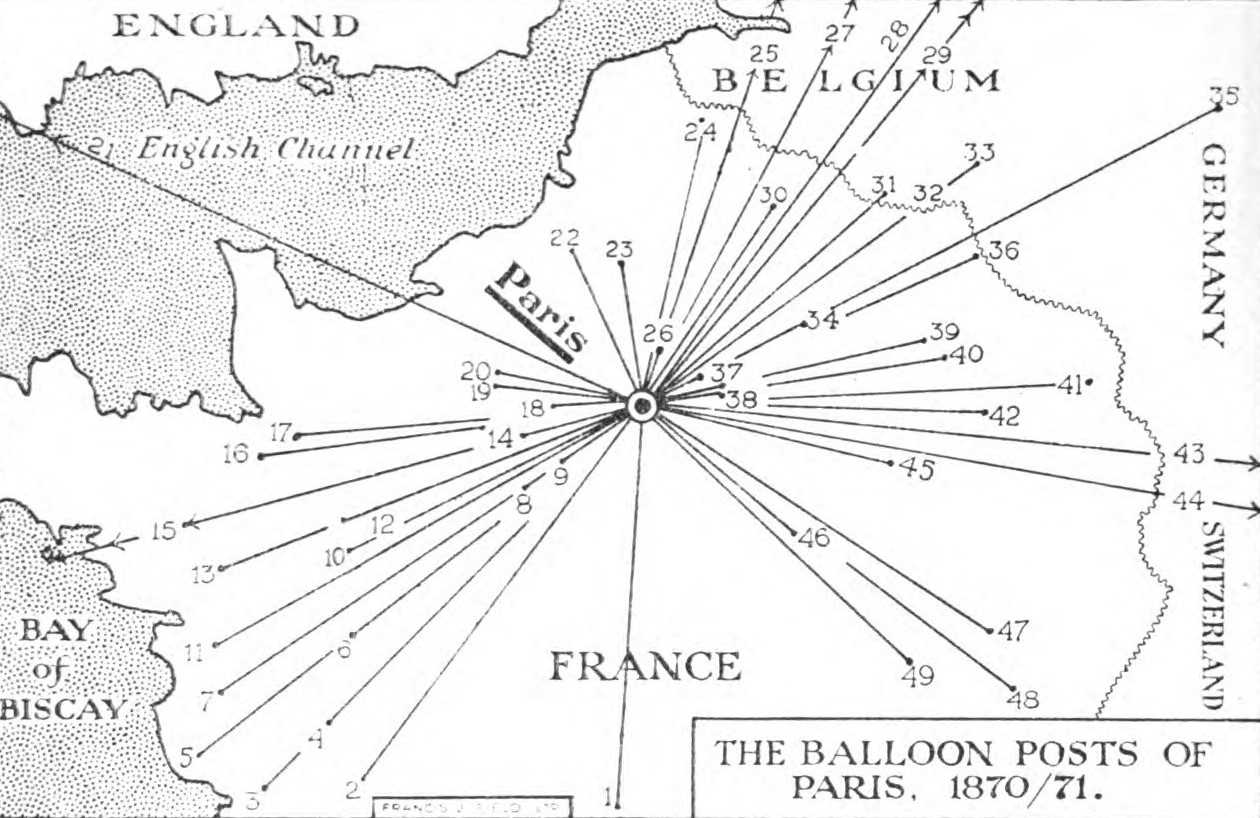
مواقع سقوط المناطيد المحملة بالبريد في حصار باريس عام 1870

بريد المنطاد هو نقل البريد (عادةً لأسباب تتعلق بالوزن في شكل بطاقة بريدية) يحمل اسم المرسل عن طريق المنطاد المملوء بغاز الهيدروجين أو الهيليوم غير الموجه. وبما أنه لا يمكن التحكم في توجه المنطاد، فإن تسليم البريد بالمنطاد متروك لحسن الحظ؛ وغالباً ما يضيع المنطاد والبطاقة البريدية معه. حينئذ يجب إعادة المنطاد الذي يعثر عليهِ إلى عنوان المرسل (بالبريد العادي) مع الإشارة إلى موقع الاكتشاف، حتى يتمكن المرسل من تحديد المسافة التي قطعها المنطاد بالهواء. وغالباً ما يتم إرسال بريد المنطاد كجزء من مسابقة المناطيد غير المأهولة وغير الموجهة.

## خلفية تاريخية

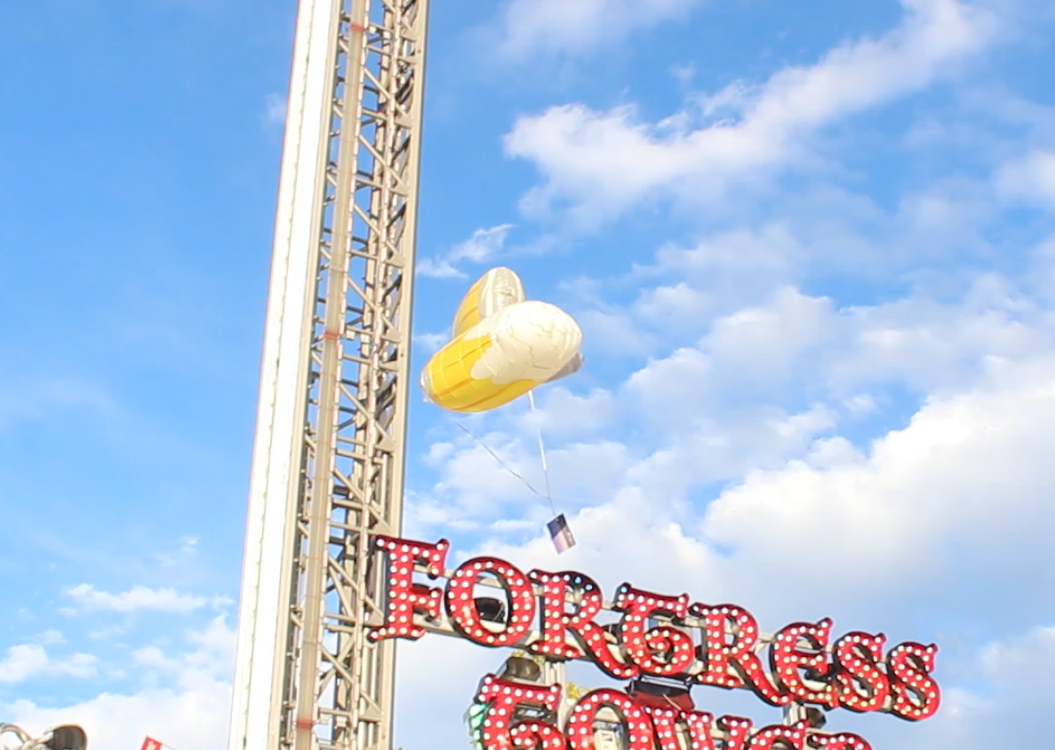
إطلاق منطادين يحملان بطاقة بريدية في معرض كانستات المرح، في 27 سبتمبر 2024

من الناحية التاريخية، استُخدمت المناطيد لنقل البريد من باريس أثناء حصار باريس في الفترة 1870-1871. أُطلق حوالي 66 منطاداً بريدياً غير موجه من باريس للتواصل مع العالم الخارجي، ونجحت الغالبية العظمى منها في توصيل حمولتها. وبينما كانت القوات البروسية تحاصر المدينة، حيث قُطعت خطوط التلغراف وقُبض على الرسل أو أُطلق عليهم النار أو أُعيدوا إلى الوراء. لذلك اقترح خدمتين: الارسال عن طريق بالون مونتيه (بالون مأهول) أو الارسال بواسطة بالون غير مأهول (غير موجه). في الواقع لم تُستخدم عملياً سوى الرحلات المأهولة. بعد الحصار، سافر العالم الأنجلو-فرنسي الدكتور بيير ويسبي إلى بيرتون أون ترينت، حيث بدأ في عام 1873 مشروعًا لنقل البريد من إنجلترا عبر البحر الأيرلندي إلى دبلن. من غير المعروف كيف انتهى هذا المشروع؛ فقد فُقدت سجلات شركة ويسبي في عام 1916 عندما دمرتها قنبلة من زيبلين L 19.
في عام 1877، طُبع طابع بريد بقيمة 5 سنتات لبريد المنطاد في ناشفيل بولاية تينيسي بشكل خاص لنقل البريد في رحلة "منطاد البافالو" في 18 يونيو من تلك المدينة إلى غالاتين بولاية تينيسي. ومن بين 300 طابع بريد طبع وقتها لم يُستخدم سوى 23 طابعاً فقط.
أُرسل بريد المنطاد من برزيميسل، بولندا (بالقرب من الحدود الأوكرانية)، أثناء الحرب العالمية الأولى.
وقد نقل البريد بالمناطيد لنشر المعلومات والمواد الدعائية، ولا سيما لنشر الدعاية للسكان في البلدان ذات الحكومات الديكتاتورية. يمكن إطلاق المنطاد من خارج منطقة نفوذ هذهِ الحكومات، ويمكن أن يقطع عدة مئات من الكيلومترات إذا سمحت الريح بذلك. وقد استُعملت هذه الطريقة في إرسال المناطيد البريدية من قبل ناشطين من القطاع الخاص لتوزيع منشورات على دول حلف وارسو من ألمانيا الغربية في منتصف عقد الخمسينيات من القرن العشرين، وكذلك من قبل الكوريين الجنوبيين إلى كوريا الشمالية لمناقشة صحة زعيمهم كيم جونغ إل.

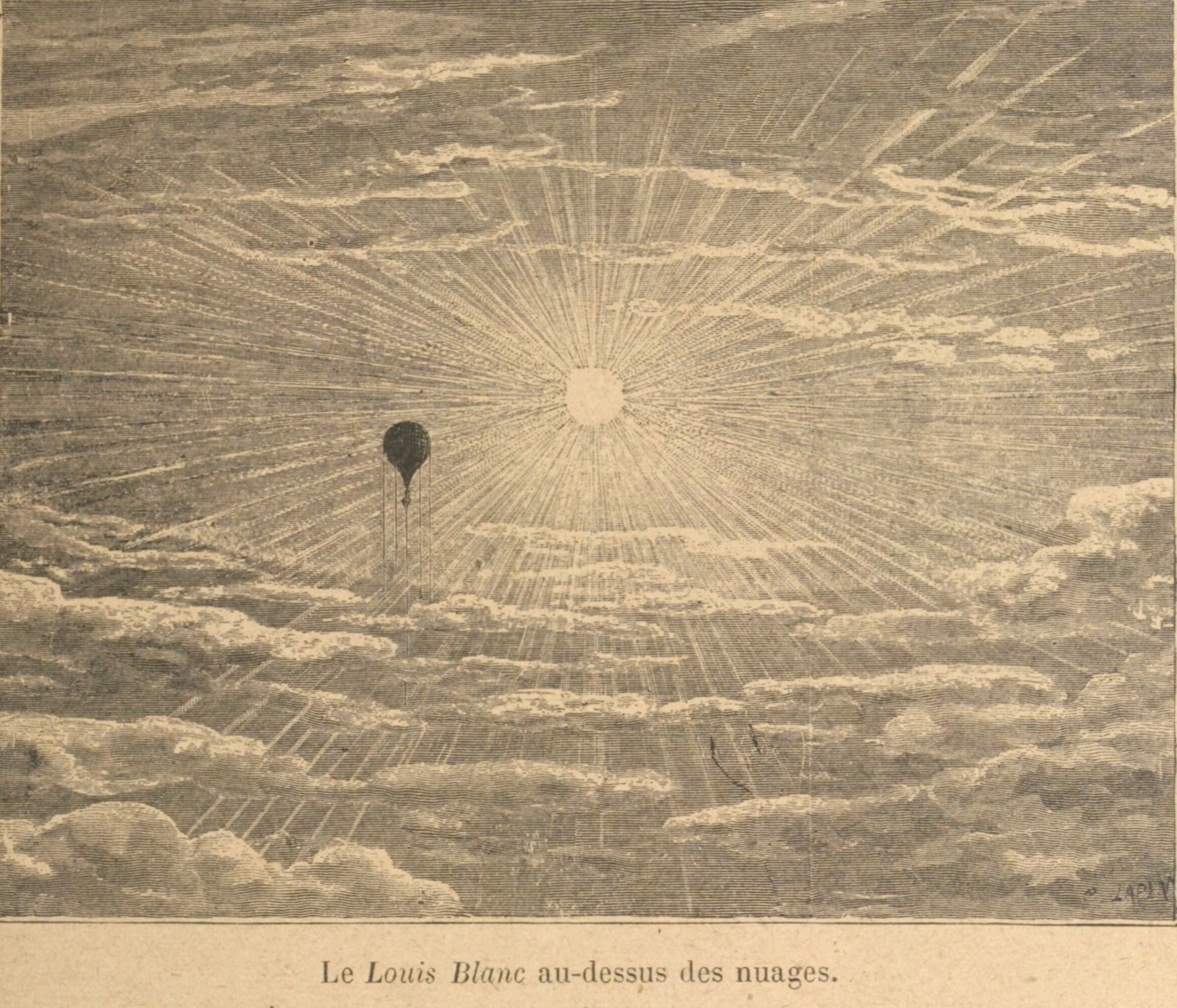
كانت سفينة لويس بلان، التي قادها أوجين فاركوتون في 12 أكتوبر 1870، هي موقع استلام عاشر منطاد بريد من بين 66 منطادًا أُرسلت أثناء الحصار عام 1870